# روي وود
روي وود (بالإنجليزية: Roy Wood)‏ (و. 1946  م) هو عازف أوبوا، ومغن مؤلف، وعازف قيثارة، وملحن، وعازف بوق، ومنتج أسطوانات بريطاني، ولد في برمينغهام، يستخدم آلات مزمار القربة، وكلارينيت، وكمان جهير، وزمخر، وكمان أجهر، وأوبوا، وهورن، وساكسفون، وقيثارة.

## وصلات خارجية
- روي وود على موقع IMDb (الإنجليزية)
- روي وود على موقع ميوزك برينز (الإنجليزية)
- روي وود على موقع إن إن دي بي (الإنجليزية)
- روي وود على موقع أول ميوزيك (الإنجليزية)
- روي وود على موقع ديسكوغز (الإنجليزية)
- روي وود على موقع قاعدة بيانات الفيلم (الإنجليزية)

- روي وود في قاعدة بيانات الأفلام على الإنترنت